# Nuoto ai XIX Giochi del Mediterraneo - 100 metri farfalla maschili
La gara dei 100 metri farfalla maschili ai XIX Giochi del Mediterraneo si è svolta il 5 luglio 2022. Al mattino si sono svolte le batterie, mentre la finale si è disputata nel pomeriggio.

## Podio
| Pos. | Atleta            | Nazione |
| ---- | ----------------- | ------- |
|      | Matteo Rivolta    | Italia  |
|      | Jaouad Syoud      | Algeria |
|      | Edoardo Valsecchi | Italia  |

## Record
Prima della manifestazione il record del mondo (RM) e il record dei Giochi del Mediterraneo (RG) erano i seguenti.
|  | 49"45 | Caeleb Dressel | 31 luglio 2021 Tokyo   |
|  | 51"79 | Ivan Lenđer    | 28 giugno 2009 Pescara |

Durante la competizione è stato migliorato il seguente record:
|  | 51"66 | Matteo Rivolta |

## Risultati

### Batterie
| Pos. | Batteria | Corsia | Atleta              | Nazionalità | Tempo | Note |
| ---- | -------- | ------ | ------------------- | ----------- | ----- | ---- |
| 1    | 2        | 4      | Jaouad Syoud        | Algeria     | 52"52 | Q    |
| 2    | 2        | 5      | Edoardo Valsecchi   | Italia      | 52"63 | Q    |
| 3    | 1        | 4      | Matteo Rivolta      | Italia      | 52"97 | Q    |
| 4    | 1        | 5      | Stanislas Huille    | Francia     | 53"05 | Q    |
| 4    | 3        | 3      | Charles Rihoux      | Francia     | 53"05 | Q    |
| 6    | 2        | 6      | Andreas Vazaios     | Grecia      | 53"23 | Q    |
| 7    | 2        | 3      | Kōnstantínos Stamou | Grecia      | 53"24 | Q    |
| 8    | 3        | 6      | Đurde Matić         | Serbia      | 53"27 | Q    |
| 9    | 3        | 5      | Diogo Ribeiro       | Portogallo  | 53"50 |      |
| 10   | 3        | 4      | Ümit Can Güreş      | Turchia     | 53"53 |      |
| 11   | 1        | 3      | Mario Mollà         | Spagna      | 53"59 |      |
| 12   | 1        | 7      | Miguel Nascimento   | Portogallo  | 53"87 |      |
| 13   | 1        | 6      | Miguel Martínez     | Spagna      | 54"63 |      |
| 14   | 2        | 7      | Tomàs Lomero        | Andorra     | 55"16 |      |
| 15   | 3        | 2      | Polat Uzer Turnalı  | Turchia     | 56"01 |      |
| 16   | 1        | 2      | Alessandro Rebosio  | San Marino  | 57"08 |      |
| 17   | 2        | 2      | Fares Benzidoun     | Algeria     | 57"90 |      |
| 18   | 3        | 7      | Christos Manoli     | Cipro       | 58"14 |      |
| 19   | 3        | 1      | Alush Telaku        | Kosovo      | 59"70 |      |

### Finale
| Pos. | Corsia | Atleta              | Nazionalità | Tempo | Note |
| ---- | ------ | ------------------- | ----------- | ----- | ---- |
|      | 3      | Matteo Rivolta      | Italia      | 51"66 |      |
|      | 4      | Jaouad Syoud        | Algeria     | 52"38 |      |
|      | 5      | Edoardo Valsecchi   | Italia      | 52"53 |      |
| 4    | 2      | Stanislas Huille    | Francia     | 52"66 |      |
| 5    | 8      | Đurde Matić         | Serbia      | 52"82 |      |
| 6    | 1      | Kōnstantínos Stamou | Grecia      | 52"92 |      |
| 7    | 7      | Andreas Vazaios     | Grecia      | 52"95 |      |
| 8    | 6      | Charles Rihoux      | Francia     | 53"50 |      |